# 長光寺 (羽生市)
長光寺（ちょうこうじ）は、埼玉県羽生市にある曹洞宗の寺院。

## 歴史
天正年間（1573年 - 1592年）、斉藤内左衛門の開基である。内左衛門は上杉謙信の家臣だった斉藤盛秋の子である。謙信は上杉憲政より関東管領職を譲られたことにより関東地方領有の大義名分を得て、憲政を追い出した後北条氏と激しく戦うようになった。その過程で、上杉軍の一部の将兵は故郷の越後よりも温暖な武蔵の地を気に入り、土着する者もいた。斉藤家もそうした一族であった。内左衛門は後に今泉村の名主となっている。
1649年（慶安2年）、江戸幕府第3代将軍徳川家光より、寺領20石6斗の朱印状が交付されている。以降、第15代徳川慶喜に至るまで歴代将軍の朱印状を所蔵している。
1870年（明治3年）に火災に遭ったが、間もなく再建され、現在に至っている。

## 文化財
- 長光寺朱印状（羽生市指定有形文化財 昭和44年3月20日指定）[3]

## 交通アクセス
- 羽生ICより車6分。